# Dusina
Dusina (do roku 1880 Avlija) je vesnice v Chorvatsku ve Splitsko-dalmatské župě. Je součástí města Vrgorac, od něhož se nachází asi 4 km jihovýchodně. V roce 2011 zde trvale žilo 494 obyvatel. Nejvíce obyvatel (1 029) zde žilo v roce 1869.
Vesnicí prochází župní silnice Ž6211. Blízko protéká říčka Matica a prochází dálnice A1. Podle Dusiny je na dálnici pojmenována odpočívka.

## Sousední sídla
| Růžice kompasu | Vrgorac | Podprolog   |               | Růžice kompasu |
| Růžice kompasu | Vina    | Sever       | Veliki Prolog | Růžice kompasu |
| Růžice kompasu | Vina    | Dusina      | Veliki Prolog | Růžice kompasu |
| Růžice kompasu | Vina    | Jih         | Veliki Prolog | Růžice kompasu |
| Růžice kompasu | Umčani  | Draževitići |               | Růžice kompasu |